# 38. Филмски сусрети у Нишу
38. Филмски сусрети одржани су од 23. до 28. августа, 2003. Фестивал је званично отворио глумац Никола Којо.
Уметничка директорка фестивала је глумица Светлана Бојковић.

## Жири
| Састав жирија      |                  |                |
| председница жирија | Душица Жегарац   | Душица Жегарац |
| чланови жирија     | Небојша Глоговац | Војин Ћетковић |

## Програм
| Дан        | Програм |
| ---------- | --- |
| 23. август | Свечано отварање                                                                                                   |
| 23. август | Свечано уручење награде Павле Вуисић за 2002. годину Бори Тодоровићу                                               |
| 23. август | Аторзија гостујући кратки филм (Стефан Арсенијевић)                                                                |
| 23. август | Професионалац (Душан Ковачевић)                                                                                    |
| 24. август | Кордон (Горан Марковић)                                                                                            |
| 24. август | Ин мемориам |
| 24. август | Волим те највише на свету (Предраг Велиновић)                                                                      |
| 25. август | Маргина (Андреј Аћин), Бежи зеко, бежи (Павле Вучковић), Дремано око (Владимир Перишић) – кратки гостујући филмови |
| 25. август | Свечано уручење награде Павле Вуисић за 2003. годину                                                               |
| 25. август | Лавиринт (Мирослав Лекић)                                                                                          |
| 26. август | Сироти мали хрчки (Слободан Шијан)                                                                                 |
| 26. август | Ледина (Љубиша самарџић)                                                                                           |
| 27. август | Јагода у супермаркету (Душан Милић)                                                                                |
| 27. август | Додела награде „Она и он“                                                                                          |
| 27. август | Кратке приче (омнибус)                                                                                             |
| 28. август | Скоро сасвим обична прича (Милош Петричић)                                                                         |
| 28. август | Свечана додела награда                                                                                             |
| 28. август | Затварање фестивала                                                                                                |

## Награде
Званичне награде додељене су последњег дана фестивала.
| Награда                          | Добитник/Добитница | Улога                     | Филм (редитељ/редитељка)                                             |
| -------------------------------- | ------------------ | ------------------------- | -------------------------------------------------------------------- |
| Гран при Наиса                   | Бора Тодоровић     | Лука Лабан                | Професионалац (Душан Ковачевић)                                      |
| Цар Константин                   | Марко Николић      | Владимир Дејановић – Змај | Кордон (Горан Марковић)                                              |
| Царица Теодора                   | Милица Зарић       | Ирена                     | Скоро сасвим обична прича (Милош Петричић)                           |
| Повеља за мушку улогу            | Драган Петровић    | Божидар Ђурић - Црни      | Кордон (Горан Марковић)                                              |
| Повеља за женску улогу           | Тања Бошковић      | Лепосава                  | Волим те највише на свету (Предраг Велиновић)                        |
| Награда за епизодну мушку улогу  | Јосиф Татић        | Лаки                      | Лавиринт (Мирослав Лекић)                                            |
| Награда за епизодну женску улогу | Наташа Нинковић    | Марта                     | Професионалац (Душан Ковачевић)                                      |
| Награда за најбољег дебитанта    | Стефан Капичић     |                           | Скоро сасвим обична прича (Милош Петричић) и Кордон (Горан Марковић) |

- Награда Павле Вуисић за 2003. годину припала је глумици Ружици Сокић, а специјалан жири за ову награду чинли су: Душан Јанићијевић, Драган Николић и Бора Тодоровић.

- Награду за глумачки пар године, Она и он коју додељују ТВ Новости добили су Катарина Радивојевић и Војин Ћетковић за улоге у филму Зона Замфирова.